# M.16型火焰噴射器
M.16型火焰噴射器（德語：Flammenwerfer M.16）是德意志帝國在第一次世界大戰期間使用的背負式火焰噴射器。它是世上第一種用於作戰的火焰噴射器。

## 使用
此武器最早於1915年的凡爾登戰役中被使用。而它也於1918年的阿貢森林戰役中被用作抗擊協約國軍隊，而此也被反映在2001年電影《迷路的大軍》中。
同時，也有證據顯示其其曾於1916年索姆河戰役中被使用。